# Red Hood
Red Hood is een fictieve superheld uit de strips van DC Comics. Hij is vooral een vijand van Batman. De naam Red Hood is door meerdere personen gebruikt.

## Achtergrond

### De eerste Red Hood
De Red Hood maakte zijn debuut in Detective Comics # 168 "The Man Behind the Red Hood." In de originele continuïteit van DC Comics was de Red Hood de latere Joker. Zijn kostuum bestond uit een rode helm en rode cape. Hij werd bij een overval op een chemische fabriek ingesloten door Batman en Robin, en was gedwongen in een vat zuur te springen om te ontsnappen. Dit veranderde hem in Joker.
In Batman: The Killing Joke schreef Alan Moore een alternatieve oorsprong voor de Joker, en daarmee ook voor de Red Hood. In deze versie was Red Hood een andere crimineel die de Joker ertoe aanzette een chemische fabriek te beroven. Voor deze overval gaf de bende waar Red Hood toe behoorde Joker het Red Hood kostuum. De bende deed dit bij elke misdaad om de politie te laten denken dat al hun misdaden door dezelfde man werden gepleegd, terwijl in werkelijkheid steeds iemand anders het kostuum droeg. Ook in deze versie van het verhaal mislukte de overval en viel Joker in chemisch afval.

### De tweede Red Hood
Een nieuwe Red Hood verscheen in de Batman: Under the Hood-verhaallijn. Deze nieuwe Red Hood bleek Jason Todd te zijn, de voormalige Robin die door de Joker werd gedood in het verhaal A Death in the Family. Hij werd echter terug tot leven gewekt door Talia Al Ghul door middel van een Lazaruspit. Deze nieuwe Red Hood was vooral uit op wraak op de Joker, en nam het bevel over vele bendes in Gotham City over. Hoewel hij de stad wilde zuiveren van de misdaad, deed hij dit op een brute en gewelddadige wijze. Dit bracht hem in conflict met Batman en andere superhelden zoals Onyx en Green Arrow.

### Andere versies
In veel andere verhalen van Batman duiken personages met de naam Red Hood op. Deze verhalen maken niet altijd deel uit van de hoofdcontinuïteit, en het is niet altijd even duidelijk wie deze Red Hoods werkelijk zijn.